# Stenetrium crassimanus
Stenetrium crassimanus is een pissebed uit de familie Stenetriidae. De wetenschappelijke naam van de soort is voor het eerst geldig gepubliceerd in 1914 door Keppel Harcourt Barnard.